# Jericho (serie de televisión de 2016)
Jericho es una serie dramática británica transmitida del 7 de enero del 2016 hasta el 25 de febrero del 2016 por medio de la cadena ITV. 
La serie fue creada por Steve Thompson, y se centró en el barrio de Jericho, el hogar de una comunidad que trabaja, vive, crece y muere a la sombra del viaducto que están construyendo.
La serie contó con la participación de los actores Luke Allen-Gale, Sean Gilder, Michael Culkin, entre otros...
En abril del 2016 la cadena ITV anunció que la serie había sido cancelada y no tendría una segunda temporada.

## Historia
La serie estuvo situada en la ciudad ficticia de Jericho, en Yorkshire Dalesun, cuyos habitantes surgen en torno a la construcción de un viaducto de ferrocarril en la década de 1870. La serie representa la historia de la construcción del viaducto de Ribblehead (el cual es renombrado en la serie como el viaducto de Culverdale).

## Personajes

### Personajes principales
| Actor              | Personaje           | Ocupación             | N.º de episodios | Duración |
| ------------------ | ------------------- | --------------------- | ---------------- | -------- |
| Jessica Raine      | Annie Quaintain     | -                     | 8                | 2016     |
| Hans Matheson      | Johnny Jackson      | Peón                  | 8                | 2016     |
| Clarke Peters      | Ralph Coates        | Agente de Ferrocarril | 8                | 2016     |
| Samuel Bottomley   | George Quaintain    | -                     | 8                | 2016     |
| Daniel Rigby       | Charles Blackwood   | -                     | 8                | 2016     |
| Jeany Spark        | Isabella Lambton    | -                     | 8                | 2016     |
| Lorraine Ashbourne | Lace Polly          | Prostituta            | 8                | 2016     |
| Amy James-Kelly    | Martha Quaintain    | -                     | 7                | 2016     |
| Mark Addy          | Earl Bamford        | Detective             | 2                | 2016     |
| Dean Andrews       | Jack "Happy" Laggan | Líder de la Banda     | 1                | 2016     |

### Personajes recurrentes
| Actor                 | Personaje        | Ocupación                   | N.º de episodios | Duración |
| --------------------- | ---------------- | --------------------------- | ---------------- | -------- |
| Sophie Thompson       | Lizzie Capstick  | Gerente de la Taberna Local | 8                | 2016     |
| Stephen Thompson      | Davey Sharpe     | Peón                        | 8                | 2016     |
| Phil Cornwell         | Joe Capstick     | Dueño de la Taberna Local   | 8                | 2016     |
| Natalie Gavin         | Alma Capstick    | -                           | 8                | 2016     |
| Martina Laird         | Epiphany         | -                           | 8                | 2016     |
| Elliot Barnes-Worrell | Easter           | -                           | 8                | 2016     |
| Tommy McDonnell       | Dagger           | -                           | 7                | 2016     |
| Paul Loughran         | Devon Sam        | -                           | 7                | 2016     |
| Lucy Black            | Hatty Laggan     | -                           | 7                | 2016     |
| Darren Morfitt        | Shay             | -                           | 7                | 2016     |
| Jessica Gunning       | Mabel            | -                           | 5                | 2016     |
| Tony Pritchard        | Hawker           | -                           | 5                | 2016     |
| John Tams             | Songbird         | -                           | 3                | 2016     |
| Jack Hickey           | Rory McCleod     | -                           | 2                | 2016     |
| Richard Ridings       | Thornhill        | -                           | 2                | 2016     |
| Martine Brown         | Ethel Bottomley  | -                           | 1                | 2016     |
| Sean Blowers          | Ezekiel Shaw     | Ingeniero                   | 1                | 2016     |
| Dean Andrews          | Jack Laggan      | -                           | 1                | 2016     |
| Colin R. Campbell     | Albert Bottomley | -                           | 1                | 2016     |
| James Cameron Stewart | Mr. Lambton      | -                           | 1                | 2016     |

## Episodios
La primera temporada de la serie estuvo conformada por ocho episodios. 

## Producción
La serie fue creada por Steve Thompson de una idea de Dave Ramage y fue dirigida por Paul Whittington, Robert McKillop y David Moore. Fue producida por Lisa Osborne y contó con la participación de la productora ejecutiva Kate Bartlett. La serie también contó con la participación de los escritores Steve Thompson, Chris Dunlop, David Ramage y Caroline Henry.
Las escenas fueron filmadas en torno a Huddersfield especialmente Golcar en el Museo del Valle de Colne y por Meltham. El escenario principal de la ciudad fue Rockingstone Quarry.